# Утер Пендрагон
Утер Пендрагон (англ. Uther Pendragon, фр. Uter Pendragon, валл. Wthyr Bendragon, Uthr Bendragon, Uthyr Pendraeg) — легендарний король бритів, батько короля Артура.

## Походження та ім'я
Ім'я Утер (валл. Uthr) в перекладі означає «жахливий» . Епітет «Пендраґон»:
- Гальфрід (Джеффрі) Монмутський перекладає як «голова дракона»;
- в перекладі з валлійського означає «головний дракон», тобто «воєначальник». Можливо, тут є посилання на римське військове звання magister draconum

В найраніших валлійських текстах він зветься Утер Пен − «жахлива голова». Можливо, тут є посилання на легендарного британського короля Брана Благословенного, чию голову поховали на Білому Пагорбі в Лондоні, щоб вона оберігала острів. Валлійські родоводи твердять, що Утер був нащадком Брана, а в збірці валлійського фольклору «Мабіногіон» голова Брана зветься Urdawl Pen − Превелебна Голова (Urdawl спільнокореневе з Uthr).
В класичній версії легенди Утер був молодшим із трьох синів легендарного британського короля Костянтина. Версії про те, як саме він набув прізвисько Пендрагон, варіюються: зокрема, за версією Гальфрида, коли старший брат Утера, Аврелій Амвросій, загинув у бою, в небі з’явилася червона комета, подібна до дракона. Мерлін пояснив Утерові, що ця комета звістує смерть Аврелія та правління Утера, і Утер нарік себе Пендрагон, на честь комети, яка передрекла його королювання. В іншій версії легенди ім’я «Пендрагон» спершу носив (від народження) старший брат Утера, і після його смерті Утер просто додав це ім’я до свого, на пам’ять про брата.
За Гальфридом, окрім Артура, в Утера була донька Анна, дружина короля Лота та мати лицарів Гавейна та Мордреда. В пізніших текстах Лотовою дружиною стає пасербиця Утера, Морґауза, Анна ж отримує іншу історію (наприклад, у валлійському компендіумі родоводів Bonedd yr Arwyr («Походження героїв») Анна була матір’ю святої Нонни та бабцею святого Давида Валлійського). Як твердять ранньоваллійські поеми (The Death Song of Madawg та Dialogue of Arthur and Eliwlod), в Утера був ще син Мадок (Madoc ap Uthyr), батько Елівлода (один із лицарів Круглого Столу, відомий своїм красномовством) і (можливо, зведений) брат Артура.

## У ранній валлійській літературі
Утер неодноразово фігурує в ранній валлійськіій літературі, часто в зв'язку з Артуром. Він згадується в поемі артурівського циклу Pa gur yv y porthaur («Що за людина привратник?»)  та увічнений в «посмертній пісні Утеру Піну» із Книги Таліесіна . Тріади називають його творцем одного з «Трьох великих чудес острова Британія» якому його навчив мудрець Мену

## Легенда
Згідно з британськими міфами, Утер до безумства полюбив чарівну Іґрейну, дружину герцога Ґорлойса. Чарівник Мерлін запропонував Утеру свою допомогу. Король зможе провести ніч з Іґрейною за умови, що віддасть Мерліну на виховання дитину, яка народиться. Утер погодився і, набувши за допомогою магії Мерліна зовнішності герцога Ґорлойса, оволодів Іґрейною, після чого і народився майбутній володар Камелота король Артур. Незабаром Утер у битві біля замку Тінтагіль убив Ґорлойса і одружився з герцогинею Іґрейною, а немовля Артура згідно з договором віддав магу Мерліну. Спочатку Мерлін виховував Артура сам, а згодом віддав дитину на виховання благочестивому серу Ектору, бо не сподівався, що спадкоємець престолу зможе зберегти чистоту душі, живучи при дворі, де панують ворожнеча і зло.
Відчуваючи наближення швидкої смерті і бажаючи зберегти королівство єдиним, Утер Пендрагон вирішив покласти край постійним ворожнечі й розбрату серед своїх лицарів та звернувся за допомогою до Мерліна, який, як і раніше, час від часу з'являвся при дворі Утера Пендрагона і не залишав короля своїми порадами. Мерлін після недовгих роздумів сказав Утеру:
 "Для затвердження могутності роду твого треба тобі спорудити вічний Круглий Стіл, за яким було б місце лише наймудрішим і найхоробрішим лицарям твоєї землі. Нехай ці лицарі укладуть між собою вічний союз, щоб допомагати тобі і твоїм спадкоємцям, і нехай цей стіл стане запорукою безсмертя твого роду. Стіл повинен бути круглим, тому що всі лицарі, що сиділи за ним, будуть рівні між собою — старий і молодий, царського і селянського роду — всі повинні служити одному пану, Спасителю нашому, і ходити на подвиги в ім'я Христа, захищаючи слабких, пригноблених і утиснених. "
Зрадів Утер від такої пропозиції і доручив Мерліну цю справу. Коли все було готове, вибрали п'ятдесят найдоблесніших лицарів, і кожному призначив Мерлін його місце, а пригощав і обносив їх стравами сам король, і тоді тільки сів Утер за стіл, коли вони всі вже наситилися. Так бенкетували вони за цим столом весь тиждень Святої Трійці, і були великі веселощі в ці дні при дворі Утера. Коли ж роз'їхалися по домівках всі інші гості, лицарі і барони, дами і герцоги, звернувся король до тих, що сиділи за столом лицарів і запитав їх, що мають намір вони робити. І сказали вони всі, як одна людина, що хочуть залишитися жити в цьому місті, охороняти Круглий Стіл і звідси ходити на подвиги Христові. Дивувався король, що так легко само собою виповнилося його таємне бажання. Кожен лицар отримав за столом таке місце, якого б вистачило на трьох, і залишилося тільки одне незайняте місце. Мерлін сказав, що воно буде зайняте лише після смерті Утера, при його спадкоємцях, і щоб той з його нащадків, який займе це місце, був лицар, чистий душею і тілом, але спочатку повинен він буде зробити всі подвиги, пов'язані з пошуками Святого Грааля.

## Сімейне дерево (за Мелорі)
|           |           |           |           |           |           |        |        |             |             |             |             |             |             |  |  |            |            | г. Ґорлуа  | г. Ґорлуа  | г. Ґорлуа  | г. Ґорлуа  | г. Ґорлуа | г. Ґорлуа |         |         |         |         |         |         |  |  |                    |                    |                    |                    | Іґрейна            | Іґрейна            | Іґрейна | Іґрейна | Іґрейна         | Іґрейна         |                 |                 |                 |                 |  |  |              |              |              |              | к. Утер Пендраґон | к. Утер Пендраґон | к. Утер Пендраґон | к. Утер Пендраґон | к. Утер Пендраґон | к. Утер Пендраґон |          |          | к. Лодеґранс | к. Лодеґранс | к. Лодеґранс | к. Лодеґранс | к. Лодеґранс | к. Лодеґранс |  |  |  |  |  |  |
|           |           |           |           |           |           |        |        |             |             |             |             |             |             |  |  |            |            | г. Ґорлуа  | г. Ґорлуа  | г. Ґорлуа  | г. Ґорлуа  | г. Ґорлуа | г. Ґорлуа |         |         |         |         |         |         |  |  |                    |                    |                    |                    | Іґрейна            | Іґрейна            | Іґрейна | Іґрейна | Іґрейна         | Іґрейна         |                 |                 |                 |                 |  |  |              |              |              |              | к. Утер Пендраґон | к. Утер Пендраґон | к. Утер Пендраґон | к. Утер Пендраґон | к. Утер Пендраґон | к. Утер Пендраґон |          |          | к. Лодеґранс | к. Лодеґранс | к. Лодеґранс | к. Лодеґранс | к. Лодеґранс | к. Лодеґранс |  |  |  |  |  |  |
|           |           |           |           |           |           |        |        |             |             |             |             |             |             |  |  |            |            |            |            |            |            |           |           |         |         |         |         |         |         |  |  |                    |                    |                    |                    |                    |                    |         |         |                 |                 |                 |                 |                 |                 |  |  |              |              |              |              |                   |                   |                   |                   |                   |                   |          |          |              |              |              |              |              |              |  |  |  |  |  |  |
|           |           |           |           |           |           |        |        |             |             |             |             |             |             |  |  |            |            |            |            |            |            |           |           |         |         |         |         |         |         |  |  |                    |                    |                    |                    |                    |                    |         |         |                 |                 |                 |                 |                 |                 |  |  |              |              |              |              |                   |                   |                   |                   |                   |                   |          |          |              |              |              |              |              |              |  |  |  |  |  |  |
| к. Уріенс | к. Уріенс | к. Уріенс | к. Уріенс | к. Уріенс | к. Уріенс |        |        | Фея Морґана | Фея Морґана | Фея Морґана | Фея Морґана | Фея Морґана | Фея Морґана |  |  | к. Нантрес | к. Нантрес | к. Нантрес | к. Нантрес | к. Нантрес | к. Нантрес |           |           | Елейна  | Елейна  | Елейна  | Елейна  | Елейна  | Елейна  |  |  | к. Лот Оркнейський | к. Лот Оркнейський | к. Лот Оркнейський | к. Лот Оркнейський | к. Лот Оркнейський | к. Лот Оркнейський |         |         | Морґауза        | Морґауза        | Морґауза        | Морґауза        | Морґауза        | Морґауза        |  |  | Король Артур | Король Артур | Король Артур | Король Артур | Король Артур      | Король Артур      |                   |                   |                   |                   |          |          | Ґвіневра     | Ґвіневра     | Ґвіневра     | Ґвіневра     | Ґвіневра     | Ґвіневра     |  |  |  |  |  |  |
| к. Уріенс | к. Уріенс | к. Уріенс | к. Уріенс | к. Уріенс | к. Уріенс |        |        | Фея Морґана | Фея Морґана | Фея Морґана | Фея Морґана | Фея Морґана | Фея Морґана |  |  | к. Нантрес | к. Нантрес | к. Нантрес | к. Нантрес | к. Нантрес | к. Нантрес |           |           | Елейна  | Елейна  | Елейна  | Елейна  | Елейна  | Елейна  |  |  | к. Лот Оркнейський | к. Лот Оркнейський | к. Лот Оркнейський | к. Лот Оркнейський | к. Лот Оркнейський | к. Лот Оркнейський |         |         | Морґауза        | Морґауза        | Морґауза        | Морґауза        | Морґауза        | Морґауза        |  |  | Король Артур | Король Артур | Король Артур | Король Артур | Король Артур      | Король Артур      |                   |                   |                   |                   |          |          | Ґвіневра     | Ґвіневра     | Ґвіневра     | Ґвіневра     | Ґвіневра     | Ґвіневра     |  |  |  |  |  |  |
|           |           |           |           |           |           |        |        |             |             |             |             |             |             |  |  |            |            |            |            |            |            |           |           |         |         |         |         |         |         |  |  |                    |                    |                    |                    |                    |                    |         |         |                 |                 |                 |                 |                 |                 |  |  |              |              |              |              |                   |                   |                   |                   |                   |                   |          |          |              |              |              |              |              |              |  |  |  |  |  |  |
|           |           |           |           | Івейна    | Івейна    | Івейна | Івейна | Івейна      | Івейна      |             |             |             |             |  |  |            |            |            |            |            |            |           |           |         |         |         |         |         |         |  |  |                    |                    |                    |                    |                    |                    |         |         |                 |                 |                 |                 |                 |                 |  |  |              |              |              |              |                   |                   |                   |                   |                   |                   | г. Санам | г. Санам | г. Санам     | г. Санам     | г. Санам     | г. Санам     |              |              |  |  |  |  |  |  |
|           |           |           |           | Івейна    | Івейна    | Івейна | Івейна | Івейна      | Івейна      |             |             |             |             |  |  |            |            |            |            |            |            |           |           |         |         |         |         |         |         |  |  |                    |                    |                    |                    |                    |                    |         |         |                 |                 |                 |                 |                 |                 |  |  |              |              |              |              |                   |                   |                   |                   |                   |                   | г. Санам | г. Санам | г. Санам     | г. Санам     | г. Санам     | г. Санам     |              |              |  |  |  |  |  |  |
|           |           |           |           |           |           |        |        |             |             |             |             |             |             |  |  | Ґавейн     | Ґавейн     | Ґавейн     | Ґавейн     | Ґавейн     | Ґавейн     |           |           | Ґахеріс | Ґахеріс | Ґахеріс | Ґахеріс | Ґахеріс | Ґахеріс |  |  | Аґравейн           | Аґравейн           | Аґравейн           | Аґравейн           | Аґравейн           | Аґравейн           |         |         | Ґарет Білоручка | Ґарет Білоручка | Ґарет Білоручка | Ґарет Білоручка | Ґарет Білоручка | Ґарет Білоручка |  |  |              |              |              |              |                   |                   |                   |                   |                   |                   |          |          |              |              |              |              |              |              |  |  |  |  |  |  |
|           |           |           |           |           |           |        |        |             |             |             |             |             |             |  |  | Ґавейн     | Ґавейн     | Ґавейн     | Ґавейн     | Ґавейн     | Ґавейн     |           |           | Ґахеріс | Ґахеріс | Ґахеріс | Ґахеріс | Ґахеріс | Ґахеріс |  |  | Аґравейн           | Аґравейн           | Аґравейн           | Аґравейн           | Аґравейн           | Аґравейн           |         |         | Ґарет Білоручка | Ґарет Білоручка | Ґарет Білоручка | Ґарет Білоручка | Ґарет Білоручка | Ґарет Білоручка |  |  |              |              |              |              |                   |                   |                   |                   | Ліонора           |                   |          |          |              |              |              |              |              |              |  |  |  |  |  |  |
|           |           |           |           |           |           |        |        |             |             |             |             |             |             |  |  |            |            |            |            |            |            |           |           |         |         |         |         |         |         |  |  |                    |                    |                    |                    |                    |                    |         |         |                 |                 |                 |                 |                 |                 |  |  |              |              |              |              |                   |                   |                   |                   |                   |                   |          |          |              |              |              |              |              |              |  |  |  |  |  |  |
|           |           |           |           |           |           |        |        |             |             |             |             |             |             |  |  |            |            |            |            |            |            |           |           |         |         |         |         |         |         |  |  |                    |                    |                    |                    |                    |                    |         |         |                 |                 |                 |                 | Мордред         |                 |  |  |              |              |              |              |                   |                   |                   |                   |                   |                   |          |          |              |              |              |              |              |              |  |  |  |  |  |  |
|           |           |           |           |           |           |        |        |             |             |             |             |             |             |  |  |            |            |            |            |            |            |           |           |         |         |         |         |         |         |  |  |                    |                    |                    |                    |                    |                    |         |         |                 |                 |                 |                 |                 |                 |  |  |              |              |              |              | Борр              |                   |                   |                   |                   |                   |          |          |              |              |              |              |              |              |  |  |  |  |  |  |

- г. - герцог
- к. - король

## Цікаві факти
- У 1982 році Міжнародний Астрономічний Союз присвоїв кратеру на супутнику Сатурна Мімасі найменування Утер.
- У мультфільмі «Шрек Третій» спадкоємця престолу Тридев'ятого Царства звуть Артур Пендрагон.
- У всесвіті Warcraft ім'я Утера носить один з головних героїв — паладин, засновник Ордену Срібної Долоні.
- У серіалі «Мерлін» Утер Пендрагон люто ненавидить чарівників і намагається знищити в Камелоті все магічне. Він також не знає, що молодий Мерлін, слуга у принца Артура, є магом.
- В аніме «Код Гіас» ім'ям Пендрагон названа столиця Священної Британської Імперії, розташована в Північній Америці.